# Sena donaldsoni
Sena donaldsoni is een vlinder uit de familie spinners (Lasiocampidae). De wetenschappelijke naam van deze soort is voor het eerst geldig gepubliceerd in 1897 door Holland.
De soort komt voor in tropisch Afrika.